# مقاطعة شماخى

خريطة أذربيجان وبالأحمر شماخى

شماخى (بالأذرية: Şamaxı) هي رايون في أذربيجان، ومدينة في الرايون. وهي مركز تاريخي لمنطقة شيروان.
المدينة تَبعُد 106 كم (66 ميل) عن باكو. فيها أكثر من 20,000 نسمة منهم 95% أذريين وهُناك أقلية روسية. كانت شماخى واحدة من أشهر المناطق بالرقص التقليدي وسُمي بالرقص الشماخى. على الرغم من أن شماخى عانت من هجمات عِدة وزلازل وحِصار، إلا أنها ما تزال غنيّة بالمعالِم التاريخية والثقافية. على رأسِها بابا زندا بالقرب من كوباستن.
عبر التاريخ هزّ شماخى 11 زلزال كبير، لكن في كل مرة يُعاد بناء المدينة بواسطة السُكان وذلك لدورها كعاصِمة إدارية واقتصادية لشيروان، وواحِدة من المدن الرئيسية على طريق الحرير. ومن أحد ثمانية معالم نَجت من 11 زلزال هو مسجد جامع يعود للقرن الثامن ميلادي.

## الزلازل
- زلزال مدمر سنة 1191 بحيت تم نقل عاصمة شيروان إلى باكو.
- زلزال سنة 1667 ويُعتبر الأسوء من حيث عدد القتلى الذين وصلوا إلى 80,000،[4] وثُلث المدينة إنهار وفق التُجار الفُرس.
- زلزال شماخى 1859 في 2 ديسمبر، وسبب بنقل مركز الحكومة لباكو.
- أثار زلزال 1872 هجرة السكان إلى باكو، حيث بدأ إنتاج النفط بنسب صناعية.
- في عام 1902، دمر زلزال جزءاً من مسجد الجمعة التاريخي.

## توأمة المدن
- اغدير، تركيا

## أعلام من المدينة
- خاقاني، شاعر، (1121/1122 شماخي - 1190 تبريز)
- عماد الدين نسيمي، شاعر صوفي، (1369 شماخي - 1417 حلب)

## معرض صور

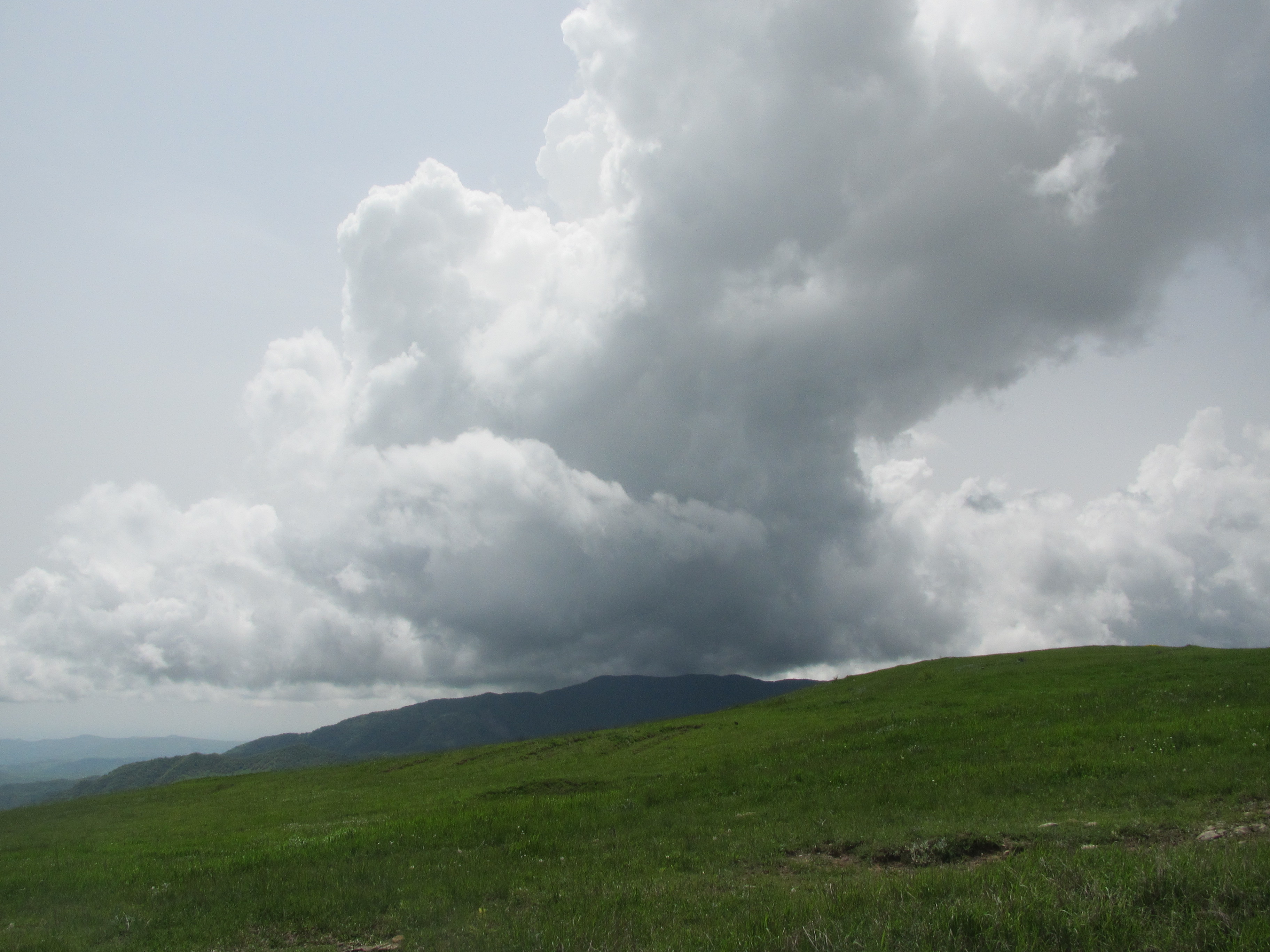
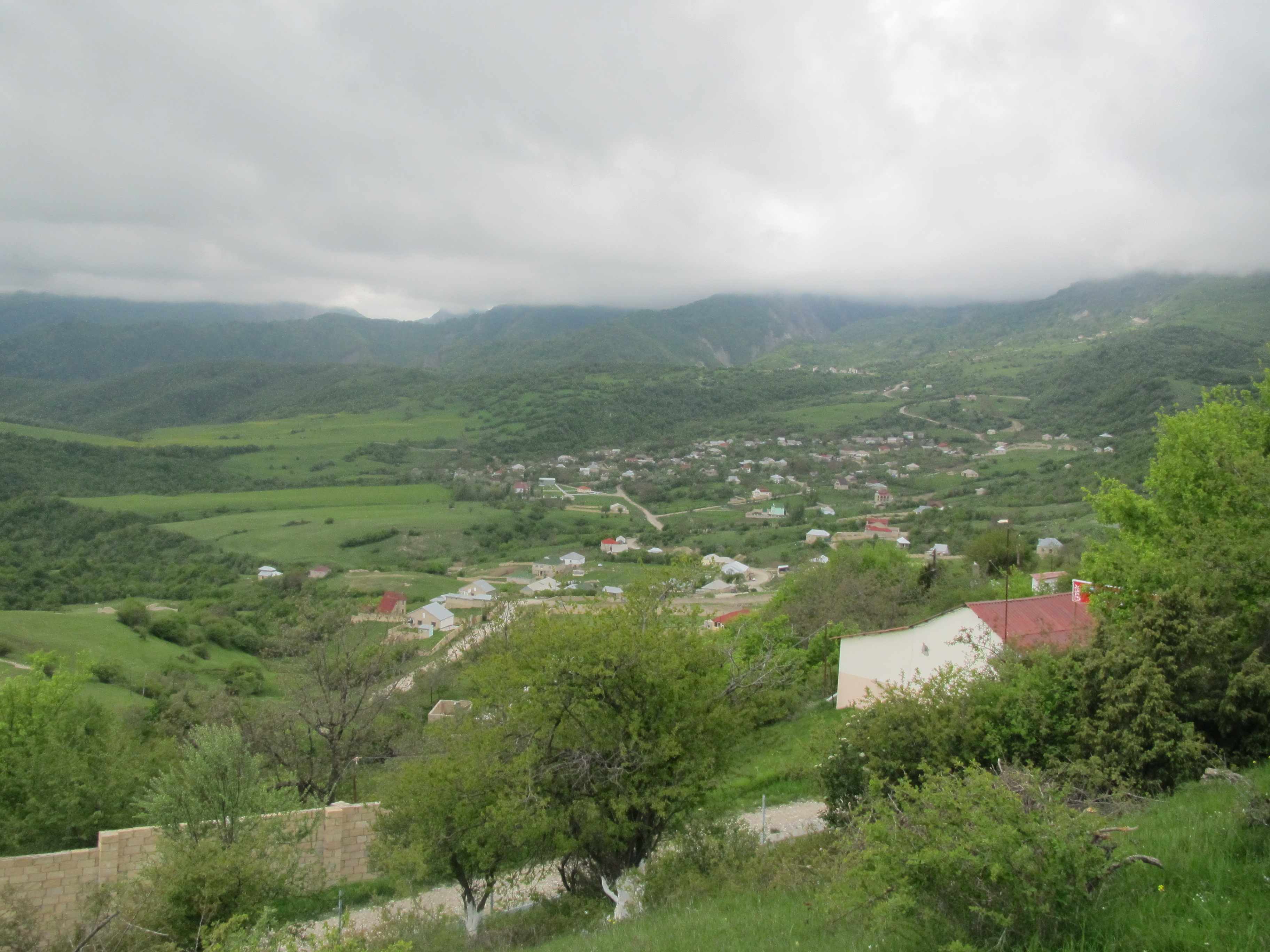
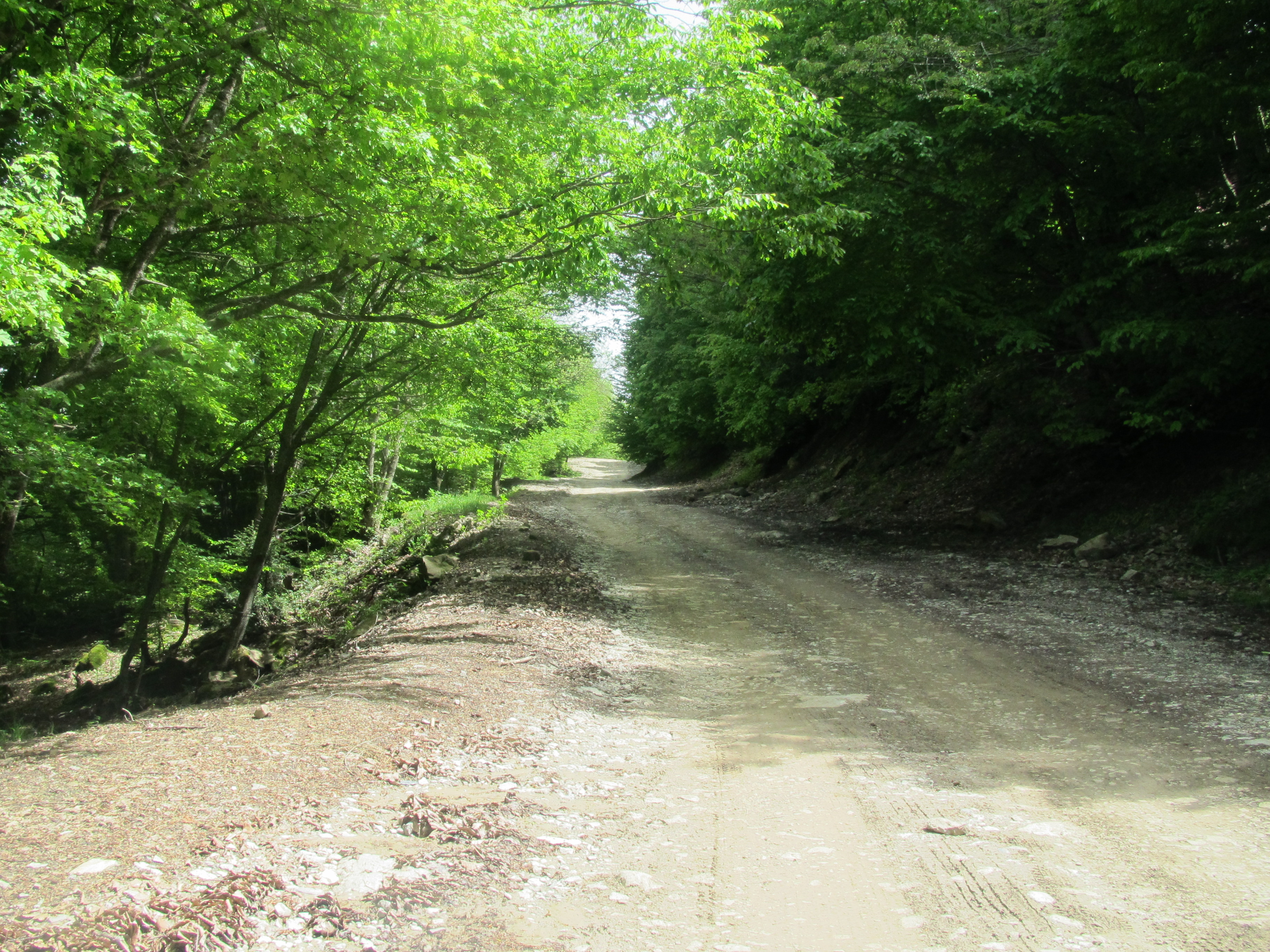
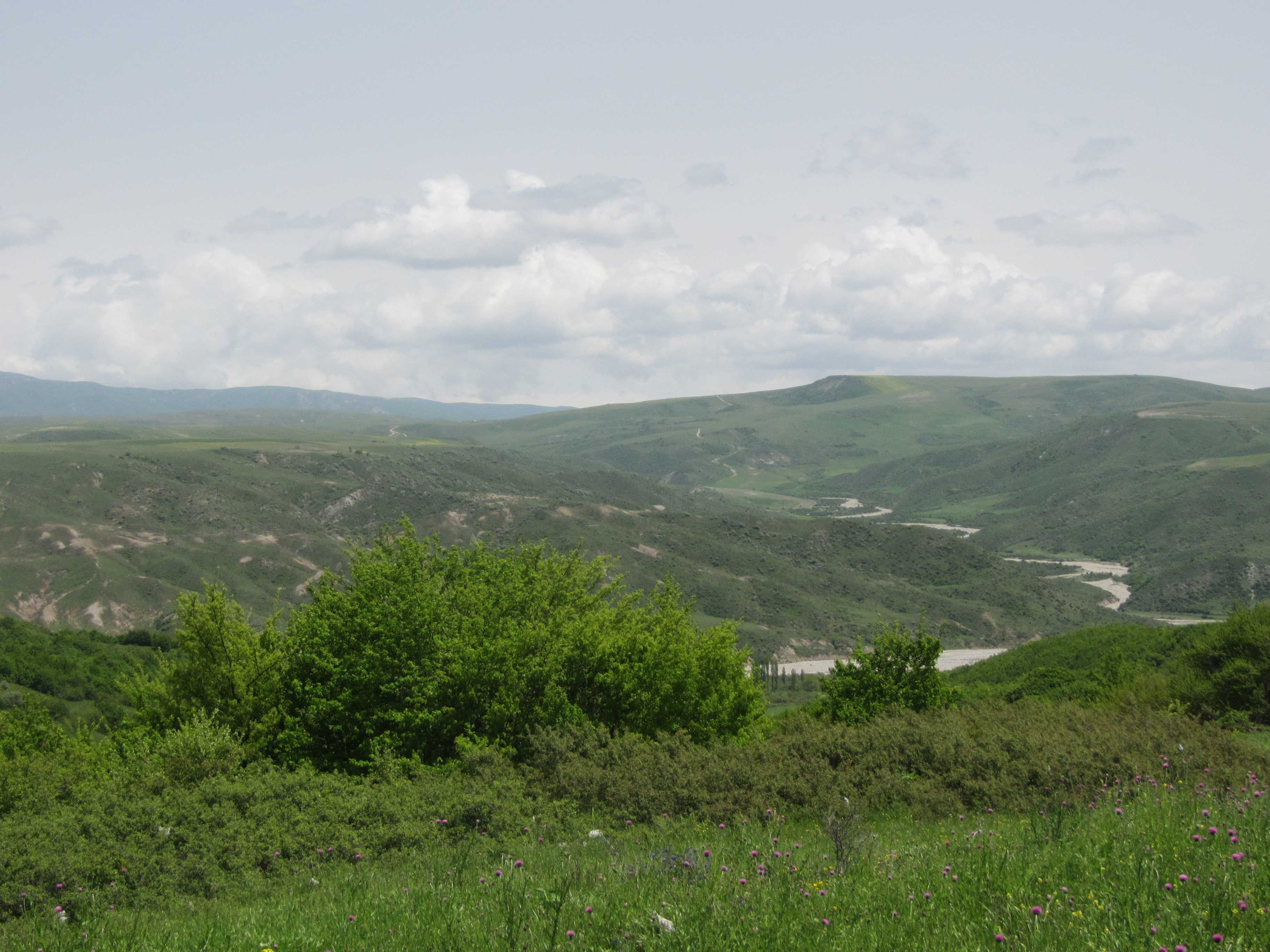
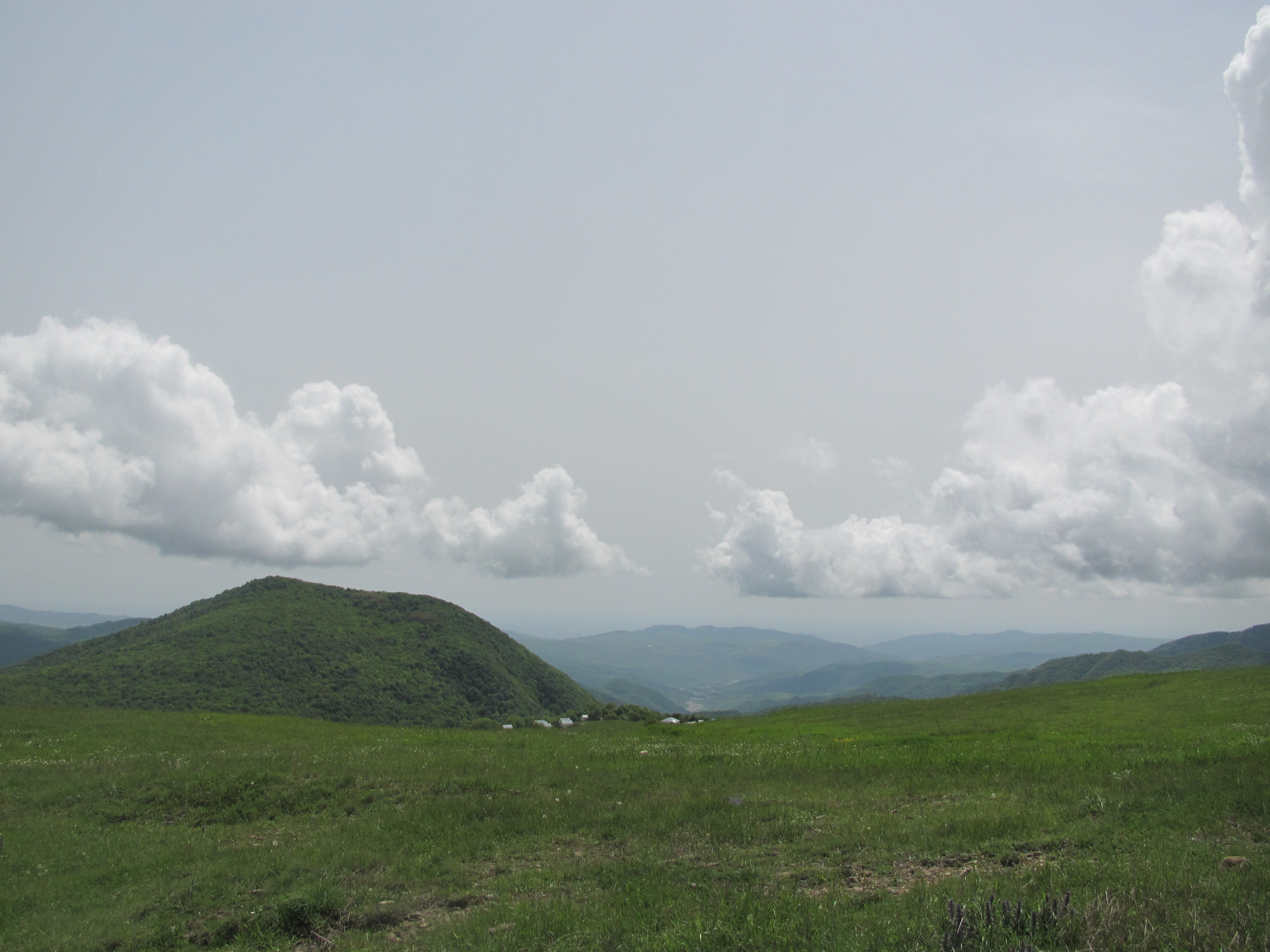